# PZL-101
Die PZL-101 Gawron (deutsch Saatkrähe) ist ein polnisches Mehrzweckflugzeug und eine Weiterentwicklung der sowjetischen Jakowlew Jak-12.

## Geschichte
Die PZL-101 basiert auf dem Vorgängermodell Jak-12M, von dem im staatlichen Flugzeugwerk in Warschau-Okęcie von 1956 bis 1960 1054 Stück gebaut wurden. Von einer Entwicklungsgruppe unter Leitung von Stanisław Lassota entworfen, flog der Prototyp am 14. April 1958 erstmals. Nach dem Auslaufen der Jak-12-Produktion ging die PZL-101 ab 1960 in den Serienbau. Als größte Veränderung gegenüber der Jak-12M ist vor allem der vereinfachte Aufbau und die sich daraus ergebende Erhöhung der Nutzlast zu nennen. Großen Wert legte man darauf, die sehr kurzen benötigten Start- und Landestrecken des Ursprungsmodells beizubehalten.
Die PZL-101 wurde für verschiedene Einsatzzwecke konzipiert, etwa in der Version G 1 mit starrer Luftschraube als Agrarflugzeug mit 805-Liter-Tank im Rumpf (215 Stück gebaut) oder, mit zwei Tragen ausgerüstet,  zum Krankentransport (32 Stück). Als Reise- und Verbindungsflugzeug PZL-101 G 2 mit Verstellluftschraube und Funkausrüstung (78 Stück gebaut) konnte sie außer dem Piloten noch drei weitere Personen befördern, war aber auch zur Agrarvariante umrüstbar. In den Fliegerklubs diente sie als Schleppflugzeug für Segelflugzeuge. Die Frachtausführung war in der Lage, bis zu 300 kg Nutzlast zu transportieren. Durch den Einbau eines 90-Liter-Zusatztanks vergrößerte sich die Reichweite auf 1000 km.
1962 begann die Produktion der verbesserten PZL-101A. Im gleichen Jahr startete eine nochmals verbesserte und als PZL-101B bezeichnete Ausführung am 9. März zum Erstflug. Von den insgesamt 325 hergestellten Gawrons wurden 143 Flugzeuge in zehn Länder ausgeführt. Noch heute kommt die PZL-101 in Fliegerklubs zum Einsatz.

## Konstruktion

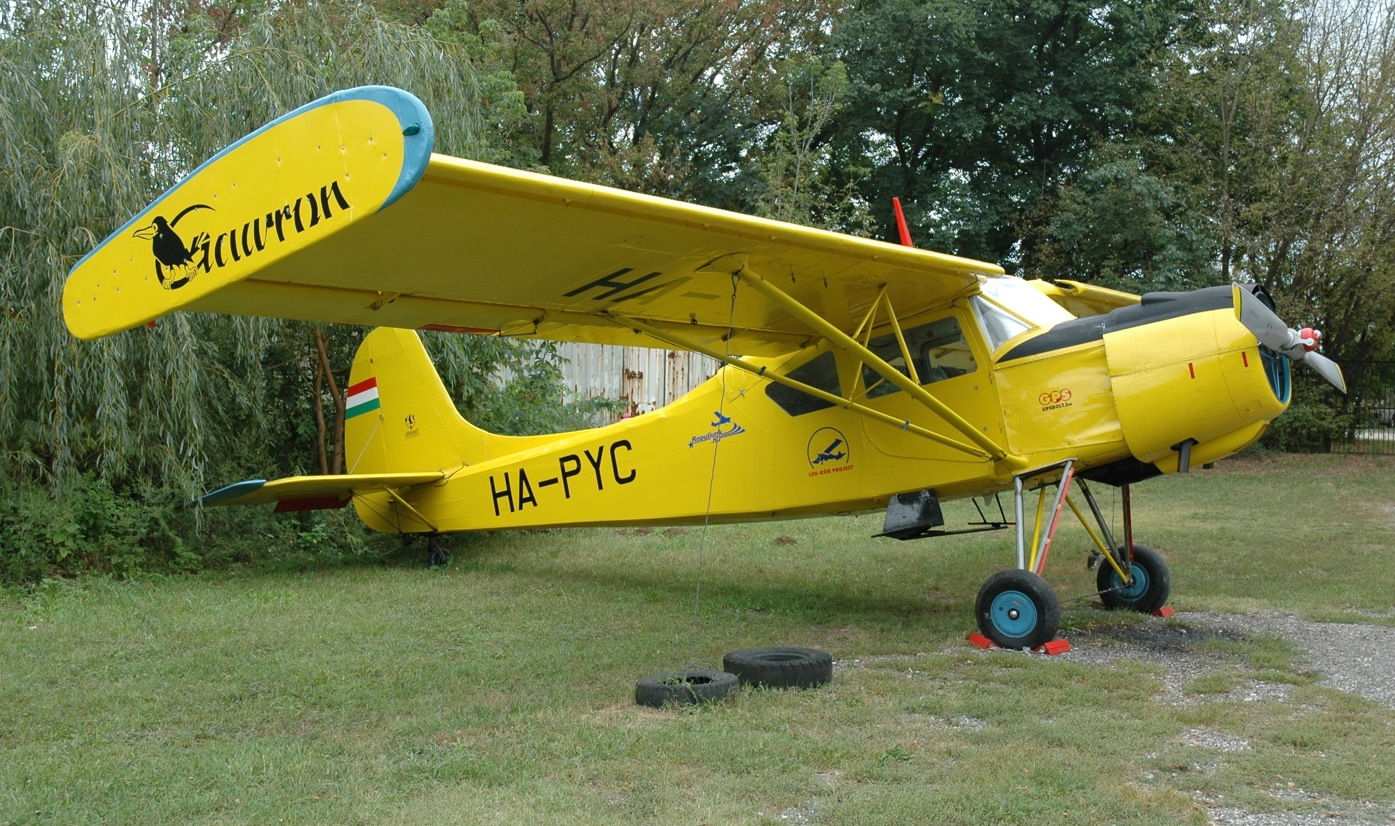
Ungarische PZL-101

Die PZL-101 ist ein abgestrebter Schulterdecker mit Tragflächen in leichter V-Stellung und 4,5 Grad Pfeilung. Die Rumpfstruktur besteht aus verschweißten Stahlrohren, Spanten aus Duraluminium und Stoffbespannung. Der vordere Rumpfbereich ist metallbeplankt. Der zweiholmige Flügel und das Leitwerk sind ebenfalls in Metallbauweise mit Stoffbespannung ausgeführt. Die Gawron ist mit Vorflügeln, Spaltklappen und Flügelendscheiben ausgestattet. Das Spornradfahrwerk ist nicht einziehbar und verfügt über eine pneumatische Bremsanlage. Im Winter kann das Flugzeug mit Schneekufen bestückt werden.

## Technische Daten
Daten nach Jane’s All The World’s Aircraft 1959–60 und 1965–66
| Kenngröße                                          | PZL-101A Agrarversion                                                      | PZL-101A Ambulanz-/Mehrzweckversion                                        |
| -------------------------------------------------- | -------------------------------------------------------------------------- | -------------------------------------------------------------------------- |
| Spannweite                                         | 12,68 m                                                                    | 12,68 m                                                                    |
| Länge                                              | 9,00 m                                                                     | 9,00 m                                                                     |
| Höhe                                               | 3,12 m                                                                     | 3,12 m                                                                     |
| Flügelfläche                                       | 23,86 m²                                                                   | 23,86 m²                                                                   |
| Flügelstreckung                                    | 6,7                                                                        | 6,7                                                                        |
| Rüstmasse                                          | 1004 kg                                                                    | 1110 kg                                                                    |
| Startmasse                                         | 1660 kg                                                                    | 1563 kg                                                                    |
| Triebwerk                                          | 1 × Neunzylinder-Sternmotor Iwtschenko AI-14R mit 260 PS (191 kW) Leistung | 1 × Neunzylinder-Sternmotor Iwtschenko AI-14R mit 260 PS (191 kW) Leistung |
| Höchstgeschwindigkeit auf Meereshöhe               | 160 km/h                                                                   | 160 km/h                                                                   |
| Max. zulässige Geschwindigkeit im Bahnneigungsflug | 180 km/h                                                                   | 240 km/h                                                                   |
| Reisegeschwindigkeit                               | 140 km/h                                                                   | 140 km/h                                                                   |
| Steigleistung (Meereshöhe)                         | 147 m/min                                                                  | 180 m/min                                                                  |
| Gipfelhöhe                                         | 2400 m                                                                     | 3600 m                                                                     |
| Reichweite                                         | 450 km                                                                     | 525 km                                                                     |
| Start- / Landerollstrecke                          | 102 m / 90 m                                                               | 65 m / 72 m                                                                |
| Besatzung / Passagiere                             | 1/1–3                                                                      | 1/1–3                                                                      |